# استاندارد سوخت با کربن کمتر

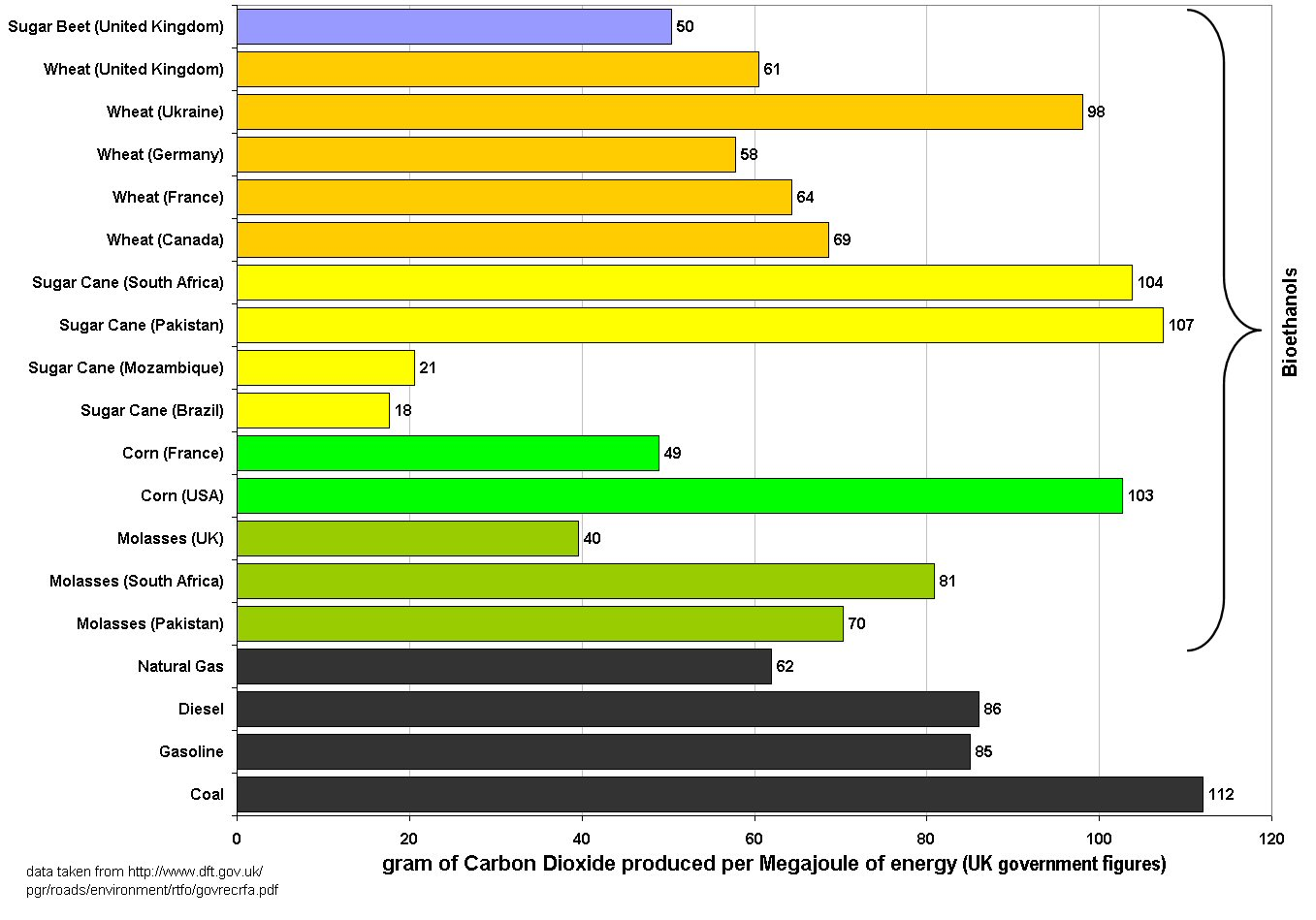
.....

استاندارد سوخت با محتوای کربن پایین قانونی در زمینۀ کاهش آلایندهها است که به منظور کاهش میزان کربن سوختهای وسایل نقلیه در یک چارچوب قانونی مشخص در مقایسه با سوختهای فسیلی معمولی مثل بنزین و گازوئیل ارائه شده است. متداولترین روشها در راستای کاهش انتشار کربن در حوزۀ حملونقل شامل تأمین برق در جهت توسعه خودروهای برقی، تأمین سوخت هیدروژن برای وسایل نقلیۀ حاوی پیل سوختی و ترکیب سوختهای زیستی مثل اتانول، بیودیزل، دیزل تجدیدپذیر و گاز طبیعی تجدیدپذیر به سوختهای فسیلی است ]2[. هدف اصلی استاندارد سوخت با محتوای کربن کم، کاهش انتشار دیاکسیدکربن توسط خودروهایی است که مجهز به انواع موتورهای احتراق داخلی بوده و با آنها کار میکنند. این درحالیست که این استاندارد، کاهش میزان انتشار کربن از وسایل نقلیه را به همراه چرخۀ حیات آنها (ارزیابی تأثیرات زیست‌محیطی همراه با تمامی مراحل گوناگون تولید و استفاده از محصول) را هم مورد ارزیابی قرار میدهد.
اولین حکم استاندارد جهانی در مورد سوخت با محتوای کربن کم در کالیفرنیا و در سال (2007) به تصویب رسید. معیارهای پذیرش این دستورالعمل قانونی توسط هیأت مدیرۀ هوایی کالیفرنیا در آوریل (2009) تدوین و در ژانویۀ (2011) به اجرا درآمد. در آوریل (2008)، قوانین مشابهی در ایالت بریتیشکلمبیا به تصویب رسید. در اتحادیۀ اروپا هم متن پیشنویس قانون در ژانویۀ (2007) تدوین و در دسامبر (2008) به تصویب رسید. بریتانیا هم در حال پیادهسازی برنامۀ الزامآور سوخت تجدیدپذیر در حوزۀ حملونقل است که سوختهایی با محتوای کربن کم را در برمیگیرد.
در آمریکا هم چندین لایحه در سطح ملّی جهت وضع مقرراتی مشابه در زمینۀ استفاده از سوخت با محتوای کربن کم پیشنهاد شده که از استانداردهای ضعیفتری نسبت به کالیفرنیا برخوردار است.

## استاندارد سوخت با محتوای کربن کم در کالیفرنیا
در نوزدهم ژانویۀ (2007)، آرنولد شوارتزنگر به عنوان فرماندار کالیفرنیا اقدام به صدور دستور اجرایی (S-1-07) وضع استاندارد سوخت با محتوای کربن کم نمود. این استاندارد، پالایشگاهها و توزیعکنندگان نفت را ملزم میکند تا اطمینان حاصل کنند سوخت مورداستفاده در حوزۀ حمل و نقل فروخته شده در بازارهای کالیفرنیا موجب برآوردهشدن اهداف از پیش تعیینشده جهت کاهش انتشار گازهای گلخانهای برحسب گِرم معادل دیاکسیدکربن در اِزای واحد انرژی میشود. هدف از اجرای استاندارد سوخت با محتوای کربن کم در زمینۀ حملونقل، کاهش 10 درصدی میزان کربن سوختهای وسایل نقلیۀ در کالیفرنیا تا سال (2020) است. این کاهش نه تنها شامل انتشار گازهای گلخانهای، بلکه دربرگیرندۀ انتشار دیگر آلایندههای مرتبط با فرآیند تولید، توزیع و استفاده از سوختهای مورداستفاده در حوزۀ حملونقل داخلی این ایالت هم است. در نتیجه، استاندارد سوخت با محتوای کربن کم در ایالت کالیفرنیا، چرخۀ کاملی از تولید تا مصرف سوخت را در برمیگرفت که به عنوان نوعی ارزیابی کامل (از تولید تا مصرف) از بازدۀ سوختهای مورداستفاده در حوزۀ حملونقل بود [9، 15]. هدف از این استاندارد، کاهش وابستگی کالیفرنیا به نفت، ایجاد بازاری مناسب جهت فناوری پاک در حوزۀ حملونقل و تشویق به تولید و استفاده از سوختهای جایگزین با محتوای کمی از کربن در این ایالات بود.
استاندارد سوخت با محتوای کربن کم ترکیبی از مقررات دستوری و نظارتی جهت کاهش آلایندهها است. زیرا، این قانون از سازوکارهای مبتنی بر بازار بهره میبرد که به تولیدکنندگان این امکان را میدهد که خودشان نحوۀ کاهش انتشار گازهای گلخانهای را انتخاب نموده و در عین حال پاسخگوی نیاز مصرفکننده هم باشند. برخی بر این باورند که شرکتهای نفتی قادر به اتخاذ اقدامات مختلفی جهت پیروی از این قانون هستند. مثلاً، پالایشگاهها و تولیدکنندگان قادر به بهود راندمان تولیدی خود و صنایع بالادستی بوده و یا اتانولی را بیشتر خریداری نمایند که از محتوای کربن کمتری برخوردار بوده و بتوان آن را با محصولات بنزینی ترکیب نمود. آنها حتی قادر به خرید امتیاز شرکتهایی فعال در زمینۀ الکترونیک هستند که الکترونهایی با محتوای کربن کم را برای وسایل نقلیه تولید میکنند. این اقدامات همچنین شامل طیف وسیعی از راهکارهای نوپا به عنوان استانداردهای اجرایی در زمینۀ فروش و تنوع هیدروژن با محتوای کربن کم جهت استفاده در وسایل نقلیه هم میشود.